# Anatolij Tymoščuk
Anatolij Oleksandrovyč Tymoščuk (in ucraino Анатолій Олександрович Тимощук?, traslitterazione anglosassone Anatoliy Oleksandrovych Tymoshchuk; Luc'k, 30 marzo 1979) è un ex calciatore ucraino, di ruolo centrocampista, attuale vice allenatore dello Zenit San Pietroburgo.
Detiene il record di presenze nella nazionale ucraina.

## Caratteristiche tecniche
Era un centrocampista bravo nella fase difensiva. Disponeva di una buona tecnica, visione di gioco e capacità di recuperare palloni, oltre a essere forte fisicamente. È stato impiegato anche come difensore centrale.
In carriera si è distinto anche per la personalità e la professionalità con cui si approcciava alle partite.

## Carriera

### Giocatore

#### Club
Cresciuto calcisticamente nel Futbol'nyj Klub Volyn', compagine della sua città, dove rimane fino al 1997 anno in cui passa allo Šachtar. Nella squadra di Donec'k rimane dieci anni diventando anche capitano e collezionando 326 partite con 39 gol, vincendo tre titoli nazionali, tre coppe nazionali, una Supercoppa d'Ucraina, tre volte il premio di calciatore ucraino dell'anno e una volta di miglior giocatore del campionato. Le sue prestazioni hanno comunque attirato l'interesse di squadre europee blasonate come Milan, Manchester United, Liverpool e Arsenal.
Il 27 febbraio 2007 si trasferisce allo Zenit San Pietroburgo per una cifra vicina ai 15 milioni di euro firmando un contratto quadriennale, e diventando ben presto capitano al posto di Andrej Aršavin. Con la squadra russa vince il primo titolo nazionale, la prima Supercoppa di Russia e i primi titoli continentali la Coppa UEFA 2007-2008 e la Supercoppa europea del 2008 nella storia del club.
Il 19 febbraio 2009 viene ceduto al Bayern Monaco per 13 milioni di euro con decorrenza 1 luglio. Esordisce con la maglia dei bavaresi l'8 agosto 2009, nella gara contro l'Hoffenheim, finita 1-1. Gioca la prima gara coi bavaresi in Champions League il 15 settembre nella vittoria in trasferta contro gli israeliani del Maccabi Haifa. In quella stessa partita viene nominato dall'UEFA migliore in campo ed entra nella formazione virtuale della prima giornata di Champions League 2009-2010. Ha segnato il suo primo gol con la maglia del Bayern Monaco l'8 dicembre 2009 contro la Juventus, siglando la rete del definitivo 1-4 per i bavaresi che hanno eliminato i bianconeri dalla Champions League. Dopo un inizio di stagione difficile si impone nel centrocampo della squadra tedesca, con la quale giunge fino alla finale dove perde per 2-0 contro l'Inter ma vincendo comunque il "double" campionato e coppa nazionale. La stagione 2010-2011 si apre con la vittoria nella Supercoppa di Germania, nel corso della stagione viene spesso schierato nella posizione di difensore centrale. Nella stagione 2011-2012 arrivano solo secondi posti, in campionato, nella coppa di germania, persa in finale, e in Champions League in cui giocherà da titolare come difensore centrale la finale persa contro il Chelsea. 
La stagione 2012-2013 si rivela trionfale a livello di club. Il 6 aprile 2013 vince la sua seconda Bundesliga (il ventitreesimo titolo dei bavaresi) con sei giornate di anticipo rispetto alla fine del campionato.
Il 25 maggio 2013 vince per la prima volta la Champions League, grazie alla vittoria per 2-1 nella finale contro il Borussia Dortmund.
Il 1º giugno 2013 vince anche la sua prima Coppa di Germania, ottenendo il treble con la compagine bavarese.
Il 5 giugno firma un contratto biennale con lo Zenit, facendo così ritorno alla squadra russa. Il secondo anno vince il campionato.
Il 5 luglio 2015 si trasferisce in Kazakistan a titolo definitivo al Qaýrat, dove vince una Coppa di Kazakistan e una Supercoppa del Kazakistan.
Terminata dopo due stagioni la sua esperienza in Kazakistan, l'11 febbraio 2017 annuncia il suo ritiro dal calcio giocato.

### Allenatore

#### Zenit
Il 17 marzo viene nominato vice allenatore dello Zenit San Pietroburgo voluto dal suo ex tecnico Mircea Lucescu. Con l’insediamento del nuovo tecnico Roberto Mancini viene confermato. Nella stagione 2018-19 è vice-allenatore di Sergej Semak nello Zenit San Pietroburgo.

## Statistiche

### Presenze e reti nei club
Statistiche aggiornate al 19 novembre 2016.
| Stagione        | Squadra         | Campionato      | Campionato | Campionato | Coppe nazionali | Coppe nazionali | Coppe nazionali | Coppe continentali | Coppe continentali | Coppe continentali | Altre coppe | Altre coppe | Altre coppe | Totale | Totale |
| Stagione        | Squadra         | Comp            | Pres       | Reti       | Comp            | Pres            | Reti            | Comp               | Pres               | Reti               | Comp        | Pres        | Reti        | Pres   | Reti   |
| --------------- | --------------- | --------------- | ---------- | ---------- | --------------- | --------------- | --------------- | ------------------ | ------------------ | ------------------ | ----------- | ----------- | ----------- | ------ | ------ |
| 1995-1996       | Volyn'          | VL              | 10         | 1          | KU              | 1               | 0               | -                  | -                  | -                  | -           | -           | -           | 11     | 1      |
| 1996-1997       | Volyn'          | PL              | 38         | 6          | KU              | 2               | 0               | -                  | -                  | -                  | -           | -           | -           | 40     | 6      |
| 1997-gen. 1998  | Volyn'          | PL              | 14         | 1          | KU              | 2               | 0               | -                  | -                  | -                  | -           | -           | -           | 16     | 1      |
| Totale Volyn'   | Totale Volyn'   | Totale Volyn'   | 62         | 8          |                 | 5               | 0               |                    | -                  | -                  |             | -           | -           | 67     | 8      |
| gen.-giu. 1998  | Šachtar-2       | DL              | 8          | 4          | -               | -               | -               | -                  | -                  | -                  | -           | -           | -           | 8      | 4      |
| gen.-giu. 1998  | Šachtar         | VL              | 9          | 3          | KU              | -               | -               | CdC                | -                  | -                  | -           | -           | -           | 9      | 3      |
| 1998-1999       | Šachtar         | VL              | 18         | 2          | KU              | 3               | 0               | CU                 | 2                  | 0                  | -           | -           | -           | 23     | 2      |
| 1999-2000       | Šachtar         | VL              | 23         | 0          | KU              | 3               | 0               | CU                 | 2                  | 0                  | -           | -           | -           | 41     | 7      |
| 2000-2001       | Šachtar         | VL              | 25         | 4          | KU              | 5               | 1               | UCL+CU             | 10+1               | 0                  | -           | -           | -           | 41     | 5      |
| 2001-2002       | Šachtar         | VL              | 26         | 3          | KU              | 7               | 1               | UCL+CU             | 4+2                | 1+0                | -           | -           | -           | 39     | 5      |
| 2002-2003       | Šachtar         | VL              | 30         | 4          | KU              | 6               | 1               | UCL+CU             | 2+2                | 0                  | -           | -           | -           | 40     | 5      |
| 2003-2004       | Šachtar         | VL              | 29         | 6          | KU              | 6               | 1               | UCL+CU             | 4+2                | 0                  | -           | -           | -           | 41     | 7      |
| 2004-2005       | Šachtar         | VL              | 25         | 4          | KU              | 5               | 0               | UCL+CU             | 7+3                | 0                  | SU          | 1           | 0           | 41     | 4      |
| 2005-2006       | Šachtar         | VL              | 27         | 5          | KU              | 2               | 1               | UCL+CU             | 2+6                | 0                  | SU          | 1           | 0           | 38     | 6      |
| 2006-2007       | Šachtar         | VL              | 15         | 1          | KU              | 2               | 1               | UCL+CU             | 7+1                | 0                  | SU          | 1           | 0           | 26     | 2      |
| Totale Šachtar  | Totale Šachtar  | Totale Šachtar  | 227        | 32         |                 | 39              | 6               |                    | 57                 | 1                  |             | 3           | 0           | 326    | 39     |
| 2007            | Zenit           | PL              | 29         | 4          | KR              | 5               | 5               | CU                 | 17                 | 1                  | -           | -           | -           | 51     | 10     |
| 2008            | Zenit           | PL              | 27         | 6          | KR              | 0               | 0               | UCL+CU             | 6+3                | 0+2                | SR+SU       | 1+1         | 0           | 38     | 8      |
| 2009            | Zenit           | PL              | 11         | 0          | KR              | -               | -               | UEL                | -                  | -                  | -           | -           | -           | 11     | 0      |
| 2009-2010       | Bayern          | BL              | 21         | 0          | CG              | 4               | 0               | UCL                | 7                  | 1                  | -           | -           | -           | 32     | 1      |
| 2010-2011       | Bayern          | BL              | 26         | 3          | CG              | 4               | 0               | UCL                | 6                  | 1                  | SG          | 1           | 0           | 37     | 4      |
| 2011-2012       | Bayern          | BL              | 23         | 0          | CG              | 4               | 0               | UCL                | 12                 | 0                  | -           | -           | -           | 39     | 0      |
| 2012-2013       | Bayern          | BL              | 16         | 1          | CG              | 3               | 0               | UCL                | 4                  | 0                  | SG          | 1           | 0           | 24     | 1      |
| Totale Bayern   | Totale Bayern   | Totale Bayern   | 86         | 4          |                 | 15              | 0               |                    | 29                 | 2                  |             | 2           | 0           | 132    | 6      |
| 2013-2014       | Zenit           | PL              | 22         | 0          | KR              | 1               | 0               | UCL                | 5                  | 0                  | SR          | 1           | 0           | 29     | 0      |
| 2014-2015       | Zenit           | PL              | 11         | 0          | KR              | 1               | 0               | UCL+UEL            | 4+5                | 0                  | -           | -           | -           | 21     | 0      |
| Totale Zenit    | Totale Zenit    | Totale Zenit    | 100        | 10         |                 | 7               | 5               |                    | 40                 | 3                  |             | 3           | 0           | 150    | 18     |
| 2015            | Qaýrat          | QPL             | 2+8        | 0          | QK              | 1               | 0               | UEL                | 6                  | 0                  | QS          | -           | -           | 17     | 0      |
| 2016            | Qaýrat          | QPL             | 14+10      | 1          | QK              | 4               | 0               | UEL                | 4                  | 0                  | QS          | 1           | 0           | 33     | 1      |
| Totale Qaýrat   | Totale Qaýrat   | Totale Qaýrat   | 16+18      | 1          |                 | 5               | 0               |                    | 10                 | 0                  |             | 1           | 0           | 50     | 1      |
| Totale carriera | Totale carriera | Totale carriera | 499+18     | 59         |                 | 71              | 11              |                    | 136                | 6                  |             | 9           | 0           | 733    | 76     |

### Cronologia presenze e reti in nazionale
| Cronologia completa delle presenze e delle reti in nazionale ― Ucraina | Cronologia completa delle presenze e delle reti in nazionale ― Ucraina | Cronologia completa delle presenze e delle reti in nazionale ― Ucraina | Cronologia completa delle presenze e delle reti in nazionale ― Ucraina | Cronologia completa delle presenze e delle reti in nazionale ― Ucraina | Cronologia completa delle presenze e delle reti in nazionale ― Ucraina | Cronologia completa delle presenze e delle reti in nazionale ― Ucraina | Cronologia completa delle presenze e delle reti in nazionale ― Ucraina |
| Data                                                                   | Città                                                                  | In casa                                                                | Risultato                                                              | Ospiti                                                                 | Competizione                                                           | Reti                                                                   | Note                                                                   |
| ---------------------------------------------------------------------- | ---------------------------------------------------------------------- | ---------------------------------------------------------------------- | ---------------------------------------------------------------------- | ---------------------------------------------------------------------- | ---------------------------------------------------------------------- | ---------------------------------------------------------------------- | ---------------------------------------------------------------------- |
| 26-4-2000                                                              | Sofia                                                                  | Bulgaria                                                               | 0 – 1                                                                  | Ucraina                                                                | Amichevole                                                             | -                                                                      | 62’                                                                    |
| 31-5-2000                                                              | Londra                                                                 | Inghilterra                                                            | 2 – 0                                                                  | Ucraina                                                                | Amichevole                                                             | -                                                                      |                                                                        |
| 2-9-2000                                                               | Kiev                                                                   | Ucraina                                                                | 1 – 3                                                                  | Polonia                                                                | Qual. Mondiali 2002                                                    | -                                                                      | 46’                                                                    |
| 7-10-2000                                                              | Erevan                                                                 | Armenia                                                                | 2 – 3                                                                  | Ucraina                                                                | Qual. Mondiali 2002                                                    | -                                                                      | 46’                                                                    |
| 14-2-2001                                                              | Tbilisi                                                                | Georgia                                                                | 0 – 0                                                                  | Ucraina                                                                | Amichevole                                                             | -                                                                      |                                                                        |
| 26-2-2001                                                              | Strovolos                                                              | Romania                                                                | 1 – 0 dts                                                              | Ucraina                                                                | Cyprus International Tournament 2001                                   | -                                                                      | 54’                                                                    |
| 28-2-2001                                                              | Larnaca                                                                | Cipro                                                                  | 4 – 3 dts                                                              | Ucraina                                                                | Cyprus International Tournament 2001                                   | -                                                                      | 61’                                                                    |
| 24-3-2001                                                              | Kiev                                                                   | Ucraina                                                                | 0 – 0                                                                  | Bielorussia                                                            | Qual. Mondiali 2002                                                    | -                                                                      | 77’                                                                    |
| 28-3-2001                                                              | Cardiff                                                                | Galles                                                                 | 1 – 1                                                                  | Ucraina                                                                | Qual. Mondiali 2002                                                    | -                                                                      | 36’                                                                    |
| 2-6-2001                                                               | Kiev                                                                   | Ucraina                                                                | 0 – 0                                                                  | Norvegia                                                               | Qual. Mondiali 2002                                                    | -                                                                      |                                                                        |
| 6-6-2001                                                               | Kiev                                                                   | Ucraina                                                                | 1 – 1                                                                  | Galles                                                                 | Qual. Mondiali 2002                                                    | -                                                                      |                                                                        |
| 15-8-2001                                                              | Riga                                                                   | Lettonia                                                               | 0 – 1                                                                  | Ucraina                                                                | Amichevole                                                             | -                                                                      |                                                                        |
| 1-9-2001                                                               | Minsk                                                                  | Bielorussia                                                            | 0 – 2                                                                  | Ucraina                                                                | Qual. Mondiali 2002                                                    | -                                                                      | 64’                                                                    |
| 6-10-2001                                                              | Chorzów                                                                | Polonia                                                                | 1 – 1                                                                  | Ucraina                                                                | Qual. Mondiali 2002                                                    | -                                                                      | 40’                                                                    |
| 10-11-2001                                                             | Kiev                                                                   | Ucraina                                                                | 1 – 1                                                                  | Germania                                                               | Qual. Mondiali 2002                                                    | -                                                                      | 72’                                                                    |
| 14-11-2001                                                             | Dortmund                                                               | Germania                                                               | 4 – 1                                                                  | Ucraina                                                                | Qual. Mondiali 2002                                                    | -                                                                      | 23’                                                                    |
| 21-3-2002                                                              | Osaka                                                                  | Giappone                                                               | 1 – 0                                                                  | Ucraina                                                                | Kirin Challenge Cup 2002                                               | -                                                                      | 76’                                                                    |
| 27-3-2002                                                              | Constanța                                                              | Romania                                                                | 4 – 1                                                                  | Ucraina                                                                | Amichevole                                                             | -                                                                      | 56’                                                                    |
| 17-4-2002                                                              | Kiev                                                                   | Ucraina                                                                | 2 – 1                                                                  | Georgia                                                                | Amichevole                                                             | 1                                                                      |                                                                        |
| 21-8-2002                                                              | Kiev                                                                   | Ucraina                                                                | 0 – 1                                                                  | Iran                                                                   | Amichevole                                                             | -                                                                      |                                                                        |
| 7-9-2002                                                               | Erevan                                                                 | Armenia                                                                | 2 – 2                                                                  | Ucraina                                                                | Qual. Euro 2004                                                        | -                                                                      | 70’                                                                    |
| 12-10-2002                                                             | Kiev                                                                   | Ucraina                                                                | 2 – 0                                                                  | Grecia                                                                 | Qual. Euro 2004                                                        | -                                                                      |                                                                        |
| 16-10-2002                                                             | Belfast                                                                | Irlanda del Nord                                                       | 0 – 0                                                                  | Ucraina                                                                | Qual. Euro 2004                                                        | -                                                                      |                                                                        |
| 20-11-2002                                                             | Trnava                                                                 | Slovacchia                                                             | 1 – 1                                                                  | Ucraina                                                                | Amichevole                                                             | -                                                                      | 76’                                                                    |
| 12-2-2003                                                              | Smirne                                                                 | Turchia                                                                | 0 – 0                                                                  | Ucraina                                                                | Amichevole                                                             | -                                                                      | 81’                                                                    |
| 29-3-2003                                                              | Kiev                                                                   | Ucraina                                                                | 2 – 2                                                                  | Spagna                                                                 | Qual. Euro 2004                                                        | -                                                                      | 33’                                                                    |
| 2-4-2003                                                               | Kiev                                                                   | Ucraina                                                                | 1 – 0                                                                  | Lettonia                                                               | Amichevole                                                             | -                                                                      |                                                                        |
| 30-4-2003                                                              | Copenaghen                                                             | Danimarca                                                              | 1 – 0                                                                  | Ucraina                                                                | Amichevole                                                             | -                                                                      |                                                                        |
| 11-6-2003                                                              | Atene                                                                  | Grecia                                                                 | 1 – 0                                                                  | Ucraina                                                                | Qual. Euro 2004                                                        | -                                                                      | 51’                                                                    |
| 20-8-2003                                                              | Donec'k                                                                | Ucraina                                                                | 0 – 2                                                                  | Romania                                                                | Amichevole                                                             | -                                                                      |                                                                        |
| 6-9-2003                                                               | Donec'k                                                                | Ucraina                                                                | 0 – 0                                                                  | Irlanda del Nord                                                       | Qual. Euro 2004                                                        | -                                                                      |                                                                        |
| 10-9-2003                                                              | Elche                                                                  | Spagna                                                                 | 2 – 1                                                                  | Ucraina                                                                | Qual. Euro 2004                                                        | -                                                                      | 67’                                                                    |
| 11-10-2003                                                             | Kiev                                                                   | Ucraina                                                                | 0 – 0                                                                  | Macedonia                                                              | Amichevole                                                             | -                                                                      |                                                                        |
| 18-2-2004                                                              | Tripoli                                                                | Libia                                                                  | 1 – 1                                                                  | Ucraina                                                                | Amichevole                                                             | -                                                                      |                                                                        |
| 31-3-2004                                                              | Skopje                                                                 | Macedonia                                                              | 1 – 0                                                                  | Ucraina                                                                | Amichevole                                                             | -                                                                      |                                                                        |
| 28-4-2004                                                              | Kiev                                                                   | Ucraina                                                                | 1 – 1                                                                  | Slovacchia                                                             | Amichevole                                                             | -                                                                      | cap.                                                                   |
| 6-6-2004                                                               | Saint-Denis                                                            | Francia                                                                | 1 – 0                                                                  | Ucraina                                                                | Amichevole                                                             | -                                                                      | cap. 77’ 90’                                                           |
| 18-8-2004                                                              | Newcastle                                                              | Inghilterra                                                            | 3 – 0                                                                  | Ucraina                                                                | Amichevole                                                             | -                                                                      |                                                                        |
| 4-9-2004                                                               | Copenaghen                                                             | Danimarca                                                              | 1 – 1                                                                  | Ucraina                                                                | Qual. Mondiali 2006                                                    | -                                                                      |                                                                        |
| 8-9-2004                                                               | Almaty                                                                 | Kazakistan                                                             | 1 – 2                                                                  | Ucraina                                                                | Qual. Mondiali 2006                                                    | -                                                                      |                                                                        |
| 9-10-2004                                                              | Kiev                                                                   | Ucraina                                                                | 1 – 1                                                                  | Grecia                                                                 | Qual. Mondiali 2006                                                    | -                                                                      |                                                                        |
| 13-10-2004                                                             | Jaremče                                                                | Ucraina                                                                | 2 – 0                                                                  | Georgia                                                                | Qual. Mondiali 2006                                                    | -                                                                      |                                                                        |
| 9-2-2005                                                               | Tirana                                                                 | Albania                                                                | 0 – 2                                                                  | Ucraina                                                                | Qual. Mondiali 2006                                                    | -                                                                      |                                                                        |
| 30-3-2005                                                              | Kiev                                                                   | Ucraina                                                                | 1 – 0                                                                  | Danimarca                                                              | Qual. Mondiali 2006                                                    | -                                                                      | 26’                                                                    |
| 4-6-2005                                                               | Kiev                                                                   | Ucraina                                                                | 2 – 0                                                                  | Kazakistan                                                             | Qual. Mondiali 2006                                                    | -                                                                      |                                                                        |
| 8-6-2005                                                               | Il Pireo                                                               | Grecia                                                                 | 0 – 1                                                                  | Ucraina                                                                | Qual. Mondiali 2006                                                    | -                                                                      |                                                                        |
| 15-8-2005                                                              | Kiev                                                                   | Ucraina                                                                | 0 – 0 dts (3 – 5 dtr)                                                  | Israele                                                                | Lobanovsky International Tournament 2005                               | -                                                                      |                                                                        |
| 17-8-2005                                                              | Kiev                                                                   | Ucraina                                                                | 2 – 1                                                                  | Serbia e Montenegro                                                    | Lobanovsky International Tournament 2005                               | -                                                                      | 54’                                                                    |
| 3-9-2005                                                               | Tbilisi                                                                | Georgia                                                                | 1 – 1                                                                  | Ucraina                                                                | Qual. Mondiali 2006                                                    | -                                                                      |                                                                        |
| 7-9-2005                                                               | Kiev                                                                   | Ucraina                                                                | 0 – 1                                                                  | Turchia                                                                | Qual. Mondiali 2006                                                    | -                                                                      |                                                                        |
| 8-10-2005                                                              | Dnipropetrovs'k                                                        | Ucraina                                                                | 2 – 2                                                                  | Albania                                                                | Qual. Mondiali 2006                                                    | -                                                                      |                                                                        |
| 12-10-2005                                                             | Kiev                                                                   | Ucraina                                                                | 1 – 0                                                                  | Giappone                                                               | Amichevole                                                             | -                                                                      | cap. 65’                                                               |
| 28-5-2006                                                              | Kiev                                                                   | Ucraina                                                                | 4 – 0                                                                  | Costa Rica                                                             | Amichevole                                                             | -                                                                      | 46’                                                                    |
| 2-6-2006                                                               | Losanna                                                                | Italia                                                                 | 0 – 0                                                                  | Ucraina                                                                | Amichevole                                                             | -                                                                      | 85’ 88’                                                                |
| 5-6-2006                                                               | Gossau                                                                 | Libia                                                                  | 0 – 3                                                                  | Ucraina                                                                | Amichevole                                                             | -                                                                      | 46’                                                                    |
| 14-6-2006                                                              | Lipsia                                                                 | Spagna                                                                 | 4 – 0                                                                  | Ucraina                                                                | Mondiali 2006 - 1º turno                                               | -                                                                      |                                                                        |
| 19-6-2006                                                              | Amburgo                                                                | Arabia Saudita                                                         | 0 – 4                                                                  | Ucraina                                                                | Mondiali 2006 - 1º turno                                               | -                                                                      |                                                                        |
| 23-6-2006                                                              | Berlino                                                                | Tunisia                                                                | 0 – 1                                                                  | Ucraina                                                                | Mondiali 2006 - 1º turno                                               | -                                                                      | 61’                                                                    |
| 26-6-2006                                                              | Colonia                                                                | Svizzera                                                               | 0 – 0 dts (0 – 3 dtr)                                                  | Ucraina                                                                | Mondiali 2006 - Ottavi di finale                                       | -                                                                      |                                                                        |
| 30-6-2006                                                              | Amburgo                                                                | Italia                                                                 | 3 – 0                                                                  | Ucraina                                                                | Mondiali 2006 - Quarti di finale                                       | -                                                                      |                                                                        |
| 15-8-2006                                                              | Kiev                                                                   | Ucraina                                                                | 6 – 0                                                                  | Azerbaigian                                                            | Amichevole                                                             | -                                                                      | cap. 46’                                                               |
| 6-9-2006                                                               | Kiev                                                                   | Ucraina                                                                | 3 – 2                                                                  | Georgia                                                                | Qual. Euro 2008                                                        | -                                                                      |                                                                        |
| 7-10-2006                                                              | Roma                                                                   | Italia                                                                 | 2 – 0                                                                  | Ucraina                                                                | Qual. Euro 2008                                                        | -                                                                      |                                                                        |
| 11-10-2006                                                             | Kiev                                                                   | Ucraina                                                                | 2 – 0                                                                  | Scozia                                                                 | Qual. Euro 2008                                                        | -                                                                      |                                                                        |
| 7-2-2007                                                               | Ramat Gan                                                              | Israele                                                                | 1 – 1                                                                  | Ucraina                                                                | Amichevole                                                             | -                                                                      | 46’                                                                    |
| 24-3-2007                                                              | Toftir                                                                 | Fær Øer                                                                | 0 – 2                                                                  | Ucraina                                                                | Qual. Euro 2008                                                        | -                                                                      | 82’                                                                    |
| 28-3-2007                                                              | Odessa                                                                 | Ucraina                                                                | 1 – 0                                                                  | Lituania                                                               | Qual. Euro 2008                                                        | -                                                                      |                                                                        |
| 2-6-2007                                                               | Saint-Denis                                                            | Francia                                                                | 2 – 0                                                                  | Ucraina                                                                | Qual. Euro 2008                                                        | -                                                                      | 85’                                                                    |
| 8-9-2007                                                               | Tbilisi                                                                | Georgia                                                                | 1 – 1                                                                  | Ucraina                                                                | Qual. Euro 2008                                                        | -                                                                      |                                                                        |
| 12-9-2007                                                              | Kiev                                                                   | Ucraina                                                                | 1 – 2                                                                  | Italia                                                                 | Qual. Euro 2008                                                        | -                                                                      |                                                                        |
| 13-10-2007                                                             | Glasgow                                                                | Scozia                                                                 | 3 – 1                                                                  | Ucraina                                                                | Qual. Euro 2008                                                        | -                                                                      | 73’                                                                    |
| 17-10-2007                                                             | Kiev                                                                   | Ucraina                                                                | 5 – 0                                                                  | Fær Øer                                                                | Qual. Euro 2008                                                        | -                                                                      | cap. 69’                                                               |
| 17-11-2007                                                             | Kaunas                                                                 | Lituania                                                               | 2 – 0                                                                  | Ucraina                                                                | Qual. Euro 2008                                                        | -                                                                      |                                                                        |
| 21-11-2007                                                             | Kiev                                                                   | Ucraina                                                                | 2 – 2                                                                  | Francia                                                                | Qual. Euro 2008                                                        | -                                                                      |                                                                        |
| 6-2-2008                                                               | Strovolos                                                              | Cipro                                                                  | 1 – 1                                                                  | Ucraina                                                                | Amichevole                                                             | -                                                                      | cap.                                                                   |
| 26-3-2008                                                              | Kiev                                                                   | Ucraina                                                                | 2 – 0                                                                  | Serbia                                                                 | Amichevole                                                             | -                                                                      |                                                                        |
| 24-5-2008                                                              | Rotterdam                                                              | Paesi Bassi                                                            | 3 – 0                                                                  | Ucraina                                                                | Amichevole                                                             | -                                                                      |                                                                        |
| 20-8-2008                                                              | Leopoli                                                                | Ucraina                                                                | 1 – 0                                                                  | Polonia                                                                | Amichevole                                                             | -                                                                      | cap. 63’                                                               |
| 6-9-2008                                                               | Leopoli                                                                | Ucraina                                                                | 1 – 0                                                                  | Bielorussia                                                            | Qual. Mondiali 2010                                                    | -                                                                      | cap. 44’                                                               |
| 10-9-2008                                                              | Almaty                                                                 | Kazakistan                                                             | 1 – 3                                                                  | Ucraina                                                                | Qual. Mondiali 2010                                                    | -                                                                      |                                                                        |
| 11-10-2008                                                             | Charkiv                                                                | Ucraina                                                                | 0 – 0                                                                  | Croazia                                                                | Qual. Mondiali 2010                                                    | -                                                                      |                                                                        |
| 10-2-2009                                                              | Limassol                                                               | Slovacchia                                                             | 2 – 3                                                                  | Ucraina                                                                | Cyprus International Tournament 2009                                   | -                                                                      | 76’                                                                    |
| 11-2-2009                                                              | Strovolos                                                              | Serbia                                                                 | 0 – 1                                                                  | Ucraina                                                                | Cyprus International Tournament 2009                                   | -                                                                      | cap.                                                                   |
| 1-4-2009                                                               | Londra                                                                 | Inghilterra                                                            | 2 – 1                                                                  | Ucraina                                                                | Qual. Mondiali 2010                                                    | -                                                                      | cap.                                                                   |
| 6-6-2009                                                               | Zagabria                                                               | Croazia                                                                | 2 – 2                                                                  | Ucraina                                                                | Qual. Mondiali 2010                                                    | -                                                                      | 88’                                                                    |
| 10-6-2009                                                              | Kiev                                                                   | Ucraina                                                                | 2 – 1                                                                  | Kazakistan                                                             | Qual. Mondiali 2010                                                    | -                                                                      | cap.                                                                   |
| 12-8-2009                                                              | Kiev                                                                   | Ucraina                                                                | 0 – 3                                                                  | Turchia                                                                | Amichevole                                                             | -                                                                      | cap.                                                                   |
| 5-9-2009                                                               | Kiev                                                                   | Ucraina                                                                | 5 – 0                                                                  | Andorra                                                                | Qual. Mondiali 2010                                                    | -                                                                      |                                                                        |
| 9-9-2009                                                               | Minsk                                                                  | Bielorussia                                                            | 0 – 0                                                                  | Ucraina                                                                | Qual. Mondiali 2010                                                    | -                                                                      |                                                                        |
| 10-10-2009                                                             | Dnipropetrovs'k                                                        | Ucraina                                                                | 1 – 0                                                                  | Inghilterra                                                            | Qual. Mondiali 2010                                                    | -                                                                      | 69’                                                                    |
| 14-11-2009                                                             | Amarousio                                                              | Grecia                                                                 | 0 – 0                                                                  | Ucraina                                                                | Qual. Mondiali 2010                                                    | -                                                                      |                                                                        |
| 18-11-2009                                                             | Donec'k                                                                | Ucraina                                                                | 0 – 1                                                                  | Grecia                                                                 | Qual. Mondiali 2010                                                    | -                                                                      |                                                                        |
| 25-5-2010                                                              | Charkiv                                                                | Ucraina                                                                | 4 – 0                                                                  | Lituania                                                               | Amichevole                                                             | -                                                                      |                                                                        |
| 29-5-2010                                                              | Leopoli                                                                | Ucraina                                                                | 3 – 2                                                                  | Romania                                                                | Amichevole                                                             | -                                                                      |                                                                        |
| 2-6-2010                                                               | Oslo                                                                   | Norvegia                                                               | 0 – 1                                                                  | Ucraina                                                                | Amichevole                                                             | -                                                                      | cap.                                                                   |
| 11-8-2010                                                              | Donec'k                                                                | Ucraina                                                                | 1 – 1                                                                  | Paesi Bassi                                                            | Amichevole                                                             | -                                                                      | 58’                                                                    |
| 4-9-2010                                                               | Łódź                                                                   | Polonia                                                                | 1 – 1                                                                  | Ucraina                                                                | Amichevole                                                             | -                                                                      |                                                                        |
| 7-9-2010                                                               | Kiev                                                                   | Ucraina                                                                | 2 – 1                                                                  | Cile                                                                   | Amichevole                                                             | -                                                                      |                                                                        |
| 8-10-2010                                                              | Kiev                                                                   | Ucraina                                                                | 2 – 2                                                                  | Canada                                                                 | Amichevole                                                             | 1                                                                      | 46’                                                                    |
| 11-10-2010                                                             | Derby                                                                  | Brasile                                                                | 2 – 0                                                                  | Ucraina                                                                | Amichevole                                                             | -                                                                      | cap. 15’                                                               |
| 17-11-2010                                                             | Carouge                                                                | Svizzera                                                               | 2 – 2                                                                  | Ucraina                                                                | Amichevole                                                             | -                                                                      | cap. 2’                                                                |
| 8-2-2011                                                               | Paralimni                                                              | Romania                                                                | 2 – 2 dts (2 – 4 dtr)                                                  | Ucraina                                                                | Cyprus International Tournament 2011                                   | -                                                                      | cap.                                                                   |
| 9-2-2011                                                               | Strovolos                                                              | Svezia                                                                 | 1 – 1 dts (4 – 5 dtr)                                                  | Ucraina                                                                | Cyprus International Tournament 2011                                   | -                                                                      | 71’                                                                    |
| 29-3-2011                                                              | Kiev                                                                   | Ucraina                                                                | 0 – 2                                                                  | Italia                                                                 | Amichevole                                                             | -                                                                      | cap.                                                                   |
| 1-6-2011                                                               | Kiev                                                                   | Ucraina                                                                | 2 – 0                                                                  | Uzbekistan                                                             | Amichevole                                                             | 1                                                                      | 85’                                                                    |
| 6-6-2011                                                               | Donec'k                                                                | Ucraina                                                                | 1 – 4                                                                  | Francia                                                                | Amichevole                                                             | 1                                                                      | cap.                                                                   |
| 10-8-2011                                                              | Charkiv                                                                | Ucraina                                                                | 0 – 1                                                                  | Svezia                                                                 | Amichevole                                                             | -                                                                      |                                                                        |
| 2-9-2011                                                               | Charkiv                                                                | Ucraina                                                                | 2 – 3                                                                  | Uruguay                                                                | Amichevole                                                             | -                                                                      | cap. 46’                                                               |
| 6-9-2011                                                               | Praga                                                                  | Rep. Ceca                                                              | 4 – 0                                                                  | Ucraina                                                                | Amichevole                                                             | -                                                                      | cap.                                                                   |
| 7-10-2011                                                              | Kiev                                                                   | Ucraina                                                                | 3 – 0                                                                  | Bulgaria                                                               | Amichevole                                                             | -                                                                      |                                                                        |
| 11-10-2011                                                             | Tallinn                                                                | Estonia                                                                | 0 – 2                                                                  | Ucraina                                                                | Amichevole                                                             | -                                                                      | cap. 71’                                                               |
| 11-11-2011                                                             | Kiev                                                                   | Ucraina                                                                | 3 – 3                                                                  | Germania                                                               | Amichevole                                                             | -                                                                      |                                                                        |
| 15-11-2011                                                             | Leopoli                                                                | Ucraina                                                                | 2 – 1                                                                  | Austria                                                                | Amichevole                                                             | -                                                                      | cap.                                                                   |
| 29-2-2012                                                              | Petah Tiqwa                                                            | Israele                                                                | 2 – 3                                                                  | Ucraina                                                                | Amichevole                                                             | -                                                                      | cap.                                                                   |
| 28-5-2012                                                              | Kufstein                                                               | Ucraina                                                                | 4 – 0                                                                  | Estonia                                                                | Amichevole                                                             | -                                                                      | cap.                                                                   |
| 1-6-2012                                                               | Innsbruck                                                              | Austria                                                                | 3 – 2                                                                  | Ucraina                                                                | Amichevole                                                             | -                                                                      | cap.                                                                   |
| 11-6-2012                                                              | Kiev                                                                   | Ucraina                                                                | 2 – 1                                                                  | Svezia                                                                 | Euro 2012 - 1º turno                                                   | -                                                                      |                                                                        |
| 15-6-2012                                                              | Donec'k                                                                | Ucraina                                                                | 0 – 2                                                                  | Francia                                                                | Euro 2012 - 1º turno                                                   | -                                                                      | 87’                                                                    |
| 19-6-2012                                                              | Donec'k                                                                | Inghilterra                                                            | 1 – 0                                                                  | Ucraina                                                                | Euro 2012 - 1º turno                                                   | -                                                                      | cap. 63’                                                               |
| 15-8-2012                                                              | Leopoli                                                                | Ucraina                                                                | 0 – 0                                                                  | Rep. Ceca                                                              | Amichevole                                                             | -                                                                      | cap. 46’                                                               |
| 11-9-2012                                                              | Londra                                                                 | Inghilterra                                                            | 1 – 1                                                                  | Ucraina                                                                | Qual. Mondiali 2014                                                    | -                                                                      | cap.                                                                   |
| 12-10-2012                                                             | Chișinău                                                               | Moldavia                                                               | 0 – 0                                                                  | Ucraina                                                                | Qual. Mondiali 2014                                                    | -                                                                      | cap.                                                                   |
| 16-10-2012                                                             | Kiev                                                                   | Ucraina                                                                | 0 – 1                                                                  | Montenegro                                                             | Qual. Mondiali 2014                                                    | -                                                                      | cap.                                                                   |
| 14-11-2012                                                             | Sofia                                                                  | Bulgaria                                                               | 0 – 1                                                                  | Ucraina                                                                | Amichevole                                                             | -                                                                      | 46’                                                                    |
| 6-2-2013                                                               | Siviglia                                                               | Norvegia                                                               | 0 – 2                                                                  | Ucraina                                                                | Amichevole                                                             | -                                                                      | cap. 64’                                                               |
| 22-3-2013                                                              | Varsavia                                                               | Polonia                                                                | 1 – 3                                                                  | Ucraina                                                                | Qual. Mondiali 2014                                                    | -                                                                      | 60’ 87’                                                                |
| 26-3-2013                                                              | Odessa                                                                 | Ucraina                                                                | 2 – 1                                                                  | Moldavia                                                               | Qual. Mondiali 2014                                                    | -                                                                      | cap.                                                                   |
| 7-6-2013                                                               | Podgorica                                                              | Montenegro                                                             | 0 – 4                                                                  | Ucraina                                                                | Qual. Mondiali 2014                                                    | -                                                                      | cap.                                                                   |
| 14-8-2013                                                              | Kiev                                                                   | Ucraina                                                                | 2 – 0                                                                  | Israele                                                                | Amichevole                                                             | -                                                                      | cap. 46’                                                               |
| 6-9-2013                                                               | Leopoli                                                                | Ucraina                                                                | 9 – 0                                                                  | San Marino                                                             | Qual. Mondiali 2014                                                    | -                                                                      | cap. 60’                                                               |
| 15-10-2013                                                             | Serravalle                                                             | San Marino                                                             | 0 – 8                                                                  | Ucraina                                                                | Qual. Mondiali 2014                                                    | -                                                                      | cap.                                                                   |
| 5-3-2014                                                               | Larnaca                                                                | Ucraina                                                                | 2 – 0                                                                  | Stati Uniti                                                            | Amichevole                                                             | -                                                                      | cap.                                                                   |
| 3-9-2014                                                               | Kiev                                                                   | Ucraina                                                                | 1 – 0                                                                  | Moldavia                                                               | Amichevole                                                             | -                                                                      | cap. 26’                                                               |
| 9-10-2014                                                              | Barysaŭ                                                                | Bielorussia                                                            | 0 – 2                                                                  | Ucraina                                                                | Qual. Euro 2016                                                        | -                                                                      | 90+1’                                                                  |
| 12-10-2014                                                             | Leopoli                                                                | Ucraina                                                                | 1 – 0                                                                  | Macedonia                                                              | Qual. Euro 2016                                                        | -                                                                      | 90+1’                                                                  |
| 15-11-2014                                                             | Lussemburgo                                                            | Lussemburgo                                                            | 0 – 3                                                                  | Ucraina                                                                | Qual. Euro 2016                                                        | -                                                                      | cap.                                                                   |
| 18-11-2014                                                             | Kiev                                                                   | Ucraina                                                                | 0 – 0                                                                  | Lituania                                                               | Amichevole                                                             | -                                                                      | 78’ 83’                                                                |
| 27-3-2015                                                              | Siviglia                                                               | Spagna                                                                 | 1 – 0                                                                  | Ucraina                                                                | Qual. Euro 2016                                                        | -                                                                      | cap.                                                                   |
| 31-3-2015                                                              | Leopoli                                                                | Ucraina                                                                | 1 – 1                                                                  | Lettonia                                                               | Amichevole                                                             | -                                                                      | cap.                                                                   |
| 9-6-2015                                                               | Linz                                                                   | Georgia                                                                | 1 – 2                                                                  | Ucraina                                                                | Amichevole                                                             | -                                                                      | 46’                                                                    |
| 17-11-2015                                                             | Maribor                                                                | Slovenia                                                               | 1 – 1                                                                  | Ucraina                                                                | Qual. Euro 2016                                                        | -                                                                      | 90+6’                                                                  |
| 24-3-2016                                                              | Odessa                                                                 | Ucraina                                                                | 1 – 0                                                                  | Cipro                                                                  | Amichevole                                                             | -                                                                      | 72’                                                                    |
| 3-6-2016                                                               | Bergamo                                                                | Albania                                                                | 1 – 3                                                                  | Ucraina                                                                | Amichevole                                                             | -                                                                      | 90’                                                                    |
| 21-6-2016                                                              | Marsiglia                                                              | Ucraina                                                                | 0 – 1                                                                  | Polonia                                                                | Euro 2016 - 1º turno                                                   | -                                                                      | 90+2’                                                                  |
| Totale                                                                 |                                                                        | Presenze (1º posto)                                                    | 144                                                                    |                                                                        | Reti                                                                   | 4                                                                      |                                                                        |

### Record
Statistiche aggiornate al 21 giugno 2016.
- Calciatore con più presenze con la Nazionale Ucraina (144).[2]

## Palmarès

### Giocatore

#### Club

##### Competizioni nazionali
- Coppa d'Ucraina: 3

Šachtar: 2000-2001, 2001-2002, 2003-2004
- Campionato ucraino: 3

Šachtar: 2001-2002, 2004-2005, 2005-2006
- Supercoppa d'Ucraina: 1

Šachtar: 2005
- Campionato russo: 2

Zenit: 2007, 2014-2015
- Supercoppa di Russia: 1

Zenit: 2008
- Campionato tedesco: 2

Bayern Monaco: 2009-2010, 2012-2013
- Coppa di Germania: 2

Bayern Monaco: 2009-2010, 2012-2013
- Supercoppa di Germania: 2

Bayern Monaco: 2010, 2012
- Coppa del Kazakistan: 1

Qaýrat: 2015
- Supercoppa del Kazakistan: 1

Qaýrat: 2016

##### Competizioni internazionali
- Coppa UEFA: 1

Zenit: 2007-2008
- Supercoppa UEFA: 1

Zenit: 2008
- UEFA Champions League: 1

Bayern Monaco: 2012-2013

#### Individuale
- Calciatore ucraino dell'anno: 3

2002, 2006, 2007